# Ауров, Олег Валентинович
Олег Валентинович Ауров (род. 8 октября 1966, Обнинск, Калужская область) — российский историк-медиевист, испанист. Кандидат исторических наук (2000), заведующий кафедрой всеобщей истории РАНХиГС (с 2016), член-корреспондент Королевской академии истории (Мадрид) с 2015. Также ведущий научный сотрудник научно-исследовательской Лаборатории античной культуры Школы актуальных гуманитарных исследований РАНХиГС (с 2013) и доцент кафедры всеобщей истории исторического факультета РГГУ, в котором преподает с 1995(4?) года.

## Биография
Родился в семье служащих. В 1983 г. окончил обнинскую среднюю школу № 8. В 1984 г. поступил на истфак МГУ и окончил его в 1991 г. по кафедре истории Средних веков, защищал диплом под руководством О. И. Варьяш. В 1984—1986 гг. на службе в армии. В 1991—1995 гг. в аспирантуре исторического факультета Санкт-Петербургского университета, также по кафедре истории Средних веков.
С 1995 по 2014 г. работал на кафедре всеобщей истории историко-архивного института РГГУ, преподаватель, доцент (с 2003). Там же в диссовете РГГУ в 2000 защитился на степень кандидата наук, с дисс., посвященной истории местного рыцарства Кастилии и Леона. Доцент (2004).
С 2015 г. в Школе актуальных гуманитарных исследований ИОН РАНХиГС как ведущий научный сотрудник Лаборатории античной культуры, а также с 2016 г. заведующий кафедрой всеобщей истории. Член Российской ассоциации медиевистов и историков Раннего Нового времени (1995) и Ассоциации Средиземноморских исследований (Mediterranean Studies Association) с 2003. В 2015 г. избран членом-корреспондентом Королевской академии истории (г. Мадрид).
Отмечен почетной грамотой Министерства образования и науки РФ (2021). Научные интересы: политическая история и право Поздней Античности; политическая, социальная и правовая история средневековой Испании; идеология и культура Толедского королевства; средневековый пиренейский город; средневековое рыцарство; история Церкви в период Поздней античности и Раннего Средневековья.
Член редколлегии журнала Древнее право.
Переводчик с латинского и средневекового кастильского языков.
Автор 95 публикаций, двух монографий (одна из них — в соавторстве). Публиковался в изд.: «Новый исторический вестник», «Вопросы истории», «Вестник РГГУ», «Вестник древней истории». Автор БРЭ.
- Вестготская правда (Книга приговоров). Латинский текст. Перевод. Исследование. / общ. ред. О. В. Ауров, А. В. Марей. — М.: Университет Дмитрия Пожарского, 2012. — 944 с. — (Исторические источники) — ISBN 978-5-91244-069-4
- Город и рыцарство феодальной Кастилии: Сепульведа и Куэльяр в XIII — середине XIV века. М.: ИЦ РГГУ, 2012. — 580 c. [Рец.: «Книжное обозрение». 2012. № 23 (2347)].
- (Ред.-сост.) Теология и политика. Власть, Церковь и текст в королевствах вестготов (V — начало VIII в.). Исследования и переводы. М., Издательский дом «Дело» РАНХиГС, 2017. — 352 с. /Презентация в ПСТГУ/ {Рец.}
- Испания в эпоху вестготов. Краткая история. СПб.: «Евразия», 2019. 224 c. ISBN 978-5-8071-0428-1 {Рец.}

## Цитаты
- Варвары не стремились разрушить Римскую империю; наоборот, не желая резать курицу, которая несет золотые яйца, они стремились инкорпорироваться в этот организм, стремились предложить империи свою военную силу.
- Ошибочное представление о том, что рабство является неотъемлемой частью лишь античного социума, а вовсе не «феодального» средневекового общества привело к существенной недооценке роли этого института в средневековой Европе, последствия которой полностью не преодолены до настоящего времени .